# Erich Schumann (Verleger)
Erich Schumann (* 13. Dezember 1930 in Nürnberg; † 21. Januar 2007 in Ratingen) war von 1978 bis zu seinem Tod Geschäftsführer der WAZ-Mediengruppe. Er war der Leiter von über 500 Publikationen, darunter die Westdeutsche Allgemeine Zeitung und 37 weitere Tageszeitungen in ganz Europa, mit einer täglichen Gesamtauflage von über vier Millionen Exemplaren und 16.000 Mitarbeitern. Der Umsatz betrug 2006 über zwei Milliarden Euro.

## Leben

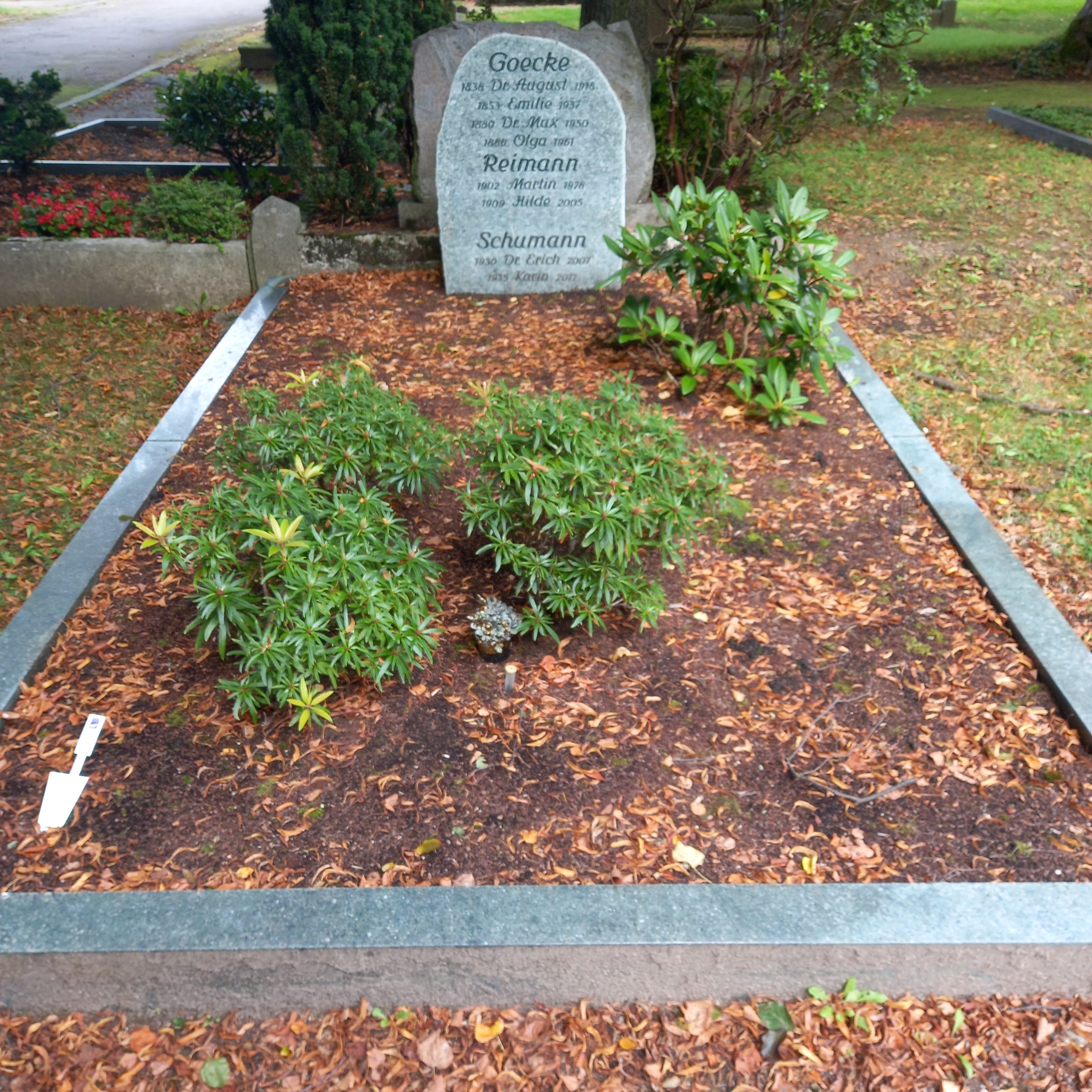
Das Grab von Erich Schumann und seiner Ehefrau Karin geborene Reimann auf dem evangelischen Friedhof in Schwerte

Schumann studierte von 1950 bis 1956 Jura und Betriebswirtschaft an den Universitäten Erlangen, Bonn, Paris und New York. In der Zeit von 1956 bis 1960 betätigte er sich als Referendar und beendete diese Ausbildung mit der Großen Juristischen Staatsprüfung.
Anschließend übte er ab 1960 die eigene Praxis eines Rechtsanwalts im Bereich des Wirtschafts- und Steuerrechts in Bonn aus, und diese Arbeit als Senior einer Sozietät verrichtete er bis 1977. In den Jahren 1969 bis 1971 betätigte er sich in Kommissionen für die rechtlichen Reformen der Jugendhilfe und der Unehelichen.
Ab 1978 wurde er als Geschäftsführer und Geschäftsführender Gesellschafter der WAZ Mediengruppe in Essen beschäftigt, wo er die Nachfolge des Gründers Erich Brost antrat. Der Gründer der Westdeutschen Allgemeinen Zeitung adoptierte ihn 1985. Er baute die WAZ-Gruppe zusammen mit Günther Grotkamp in den 1980er und 1990er Jahren zu einem internationalen Medienunternehmen aus. Zusammen mit dem früheren Kanzleramtsminister Bodo Hombach vertrat er die Interessen der Familie Brost innerhalb der WAZ. Die Witwe von Erich Brost, Anneliese Brost, verfügt über 30 % der Unternehmensanteile, Erich Schumann bis zu seinem Tod über 20 %. Nach Schumanns Tod fielen die Anteile an die Enkel von Erich Brost.
In Österreich war Schumann in erster Linie durch den Streit zwischen den Eigentümern der Kronen Zeitung bekannt. Als Vertreter der WAZ, die eine Hälfte der Krone besitzt, betrieb er seit 2001 die Ablöse von Hans Dichand (Eigentümer der zweiten Hälfte) als Geschäftsführer und Chefredakteur. Dieser teilweise gegenseitig sehr persönlich und öffentlich geführte Streit wurde bis zu Schumanns Tod nicht endgültig geklärt. Besonders der Öffentlichkeit in Erinnerung blieb ein Wortwechsel zwischen Dichand und Schumann, in dem Schumann Dichand dazu aufrief, abzutreten, da er sein Geschäft nicht nur schlecht ausführe, sondern seine Zeit mit damals 82 Jahren auch schon abgelaufen sei.
Im Dezember 2006 musste sich Schumann einer schweren Operation des Verdauungstraktes unterziehen, was zu Gerüchten führte, er würde sich aus gesundheitlichen Gründen in naher Zukunft aus dem Verlagswesen zurückziehen, die allerdings dementiert wurden. Schumann erholte sich jedoch nicht mehr von der Operation, nach einem Rückschlag starb er am Abend des 21. Januar 2007 in einem Ratinger Krankenhaus. Er war mit Karina Schumann (geb. Reimann) verheiratet und hatte keine Kinder.

## Engagement
Schumann engagierte sich unter anderem von 1992 bis 1996 als Vorsitzender der Stiftung Deutsche Sporthilfe und im Präsidium des Nationalen Olympischen Komitees.
In den Jahren 1995 bis 1997 nahm er den Vorsitz im Aufsichtsrat der Firma E. Holtzmann & Cie. AG in Karlsruhe-Maxau wahr. Den Vorsitz als beisitzender Moderator im Initiativkreis Ruhrgebiet übernahm er von 1998 bis 2000.
Als Lehrbeauftragter der Rechtswissenschaftlichen Fakultät der Westfälischen Wilhelms-Universität in Münster nahm er im Rahmen der Verbindung zur gesellschaftlichen Praxis an der Betreuung der Studierenden teil. So begründete er das Symposium JuraForum mit und setzte aus seiner Stiftung Mittel ein, um das Zusatzstudium Fachspezifische Fremdsprachenausbildung Jura (FFA) zu ermöglichen.
Schumann war lange Zeit Mitglied der SPD, die Partei schloss ihn allerdings 2000 aus, weil er der CDU in deren Spendenaffäre Gelder in Höhe von 800.000 Mark aus seinem Privatvermögen gab. Das Nachrichtenmagazin Der Spiegel hatte nach der Geldzuwendung über eine Welle von Abo-Kündigungen bei der WAZ berichtet. In der Folge leitete die SPD ein Ausschlussverfahren ein. Schumann hatte seine Spende damit begründet, dass er befürchtete, die CDU könnte untergehen und das stabile Gleichgewicht von zwei großen Volksparteien zerbrechen.

## Auszeichnungen
- 1980 wurde er schon mit dem Bundesverdienstkreuz am Bande ausgezeichnet, 2004 erhielt er das Bundesverdienstkreuz Erster Klasse.
- Im Mai 2004 wurde er mit dem israelischen Teddy-Kollek-Preis ausgezeichnet, die Dankesrede hielt er in der Jerusalemer Knesset.
- 2002 verlieh ihm die Rechtswissenschaftliche Fakultät der Westfälischen Wilhelms-Universität zu Münster die Ehrendoktorwürde.
- 2005 verlieh ihm die Technische Universität Dortmund die Ehrenbürgerschaft.
- 2007 erhielt er vom Verein „Pro Ruhrgebiet“ die Auszeichnung Bürger des Ruhrgebiets.